# Daytona Prototype International

Una Daytona Prototype International (spesso abbreviato con la sigla DPi) è una vettura da competizione impiegata nel campionato americano IMSA WeatherTech SportsCar Championship dal 2017 al 2021. Si tratta di vetture Sport Prototipo basate su telai LMP2, pensate per sostituire le Daytona Prototype. 

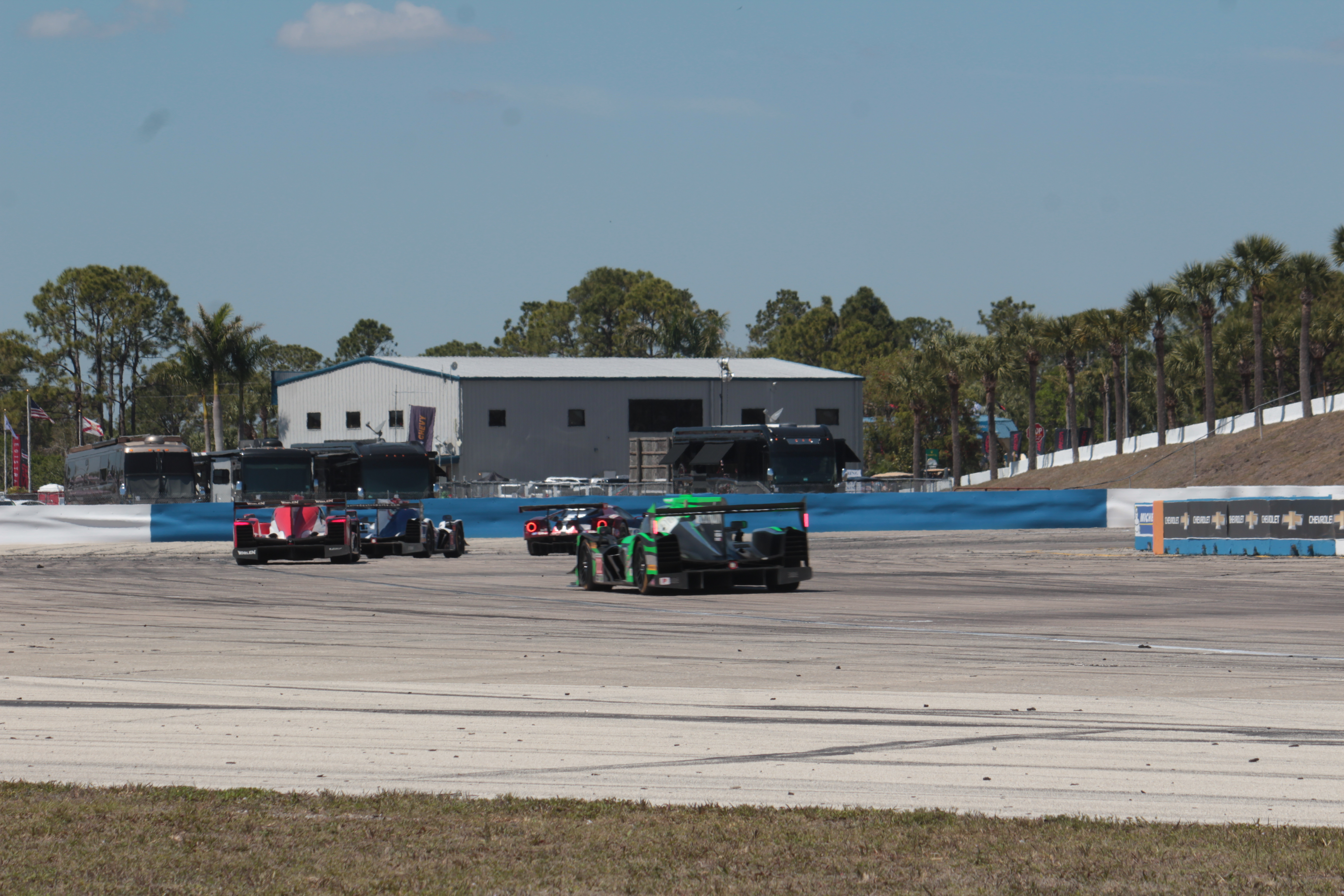
Alcuni prototipi DPi che affrontano l’ultima curva del circuito di Sebring.

## Regolamenti Tecnici
I motori hanno libertà di progettazione e possono essere prodotti dal brand che ha aderito al regolamento tecnico, la trasmissione è XTrac o Hewland e l'elettronica (come nei prototipi LMP2) viene realizzata da Cosworth.

### Tabella
| Lunghezza massima             | 4750 mm             |
| larghezza massima             | 1900 mm             |
| passo massimo                 | -                   |
| area frontale minima          | -                   |
| peso minimo                   | 930 kg              |
| peso minimo motore            | -                   |
| cilindrata                    | nessuna restrizione |
| potenza massima               | 447 kW (600 CV)     |
| diametro ruota massimo        | -                   |
| larghezza massima della ruota | -                   |

### Omologazioni
L’omologazione minima delle vetture Daytona Prototype International garantita, sarà di 4 anni, fino al 2020, con l'obiettivo di consentire ai concorrenti di massimizzare i propri investimenti.

## Vetture DPi
| Costruttore | Modello    | Anno | Note                                |
| ----------- | ---------- | ---- | ----------------------------------- |
| Acura       | ARX-05     | 2018 | basata sul telaio Oreca 07          |
| Cadillac    | DPi-V.R    | 2017 | basata sul telaio Dallara P217      |
| Mazda       | RT24-P     | 2017 | basata sul telaio Multimatic Mk. 30 |
| Nissan      | Onroak DPi | 2017 | basata sul telaio Ligier JS P217    |